# Wild Man Blues
Wild Man Blues è un documentario del 1997 diretto da Barbara Kopple.
La pellicola segue un tour europeo del 1996 di Woody Allen e del suo gruppo, la New Orleans Jazz Band, così come la sua relazione con Soon-Yi Previn. La colonna sonora del documentario è interamente composta da brani interpretati dalla band, ed è stata pubblicata nel 1997.

## Riconoscimenti
- National Boar of Review Awards 1998: miglior documentario